# Stymulacja odwiertu

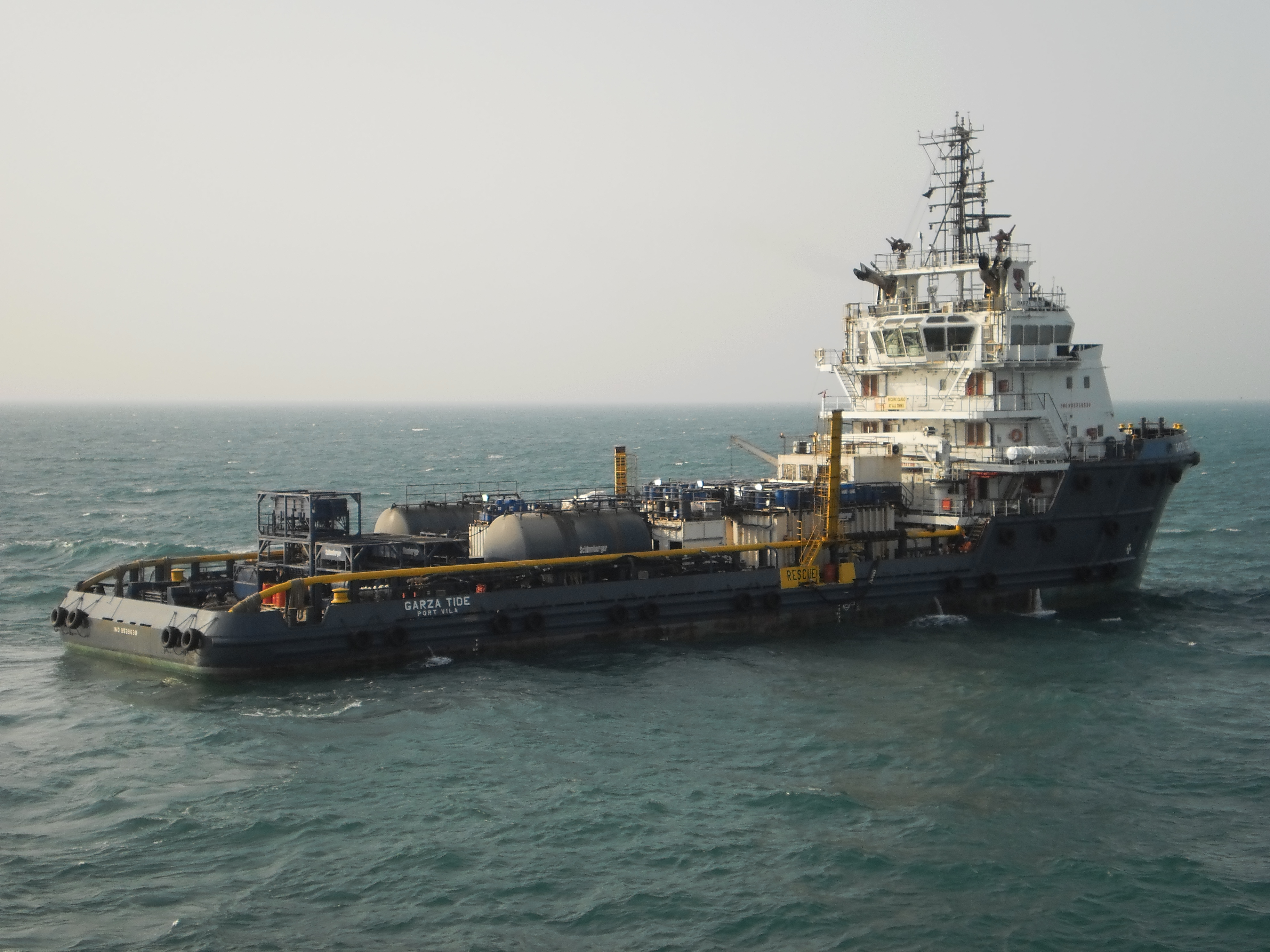
Statek wyposażony do przeprowadzania stymulacji odwiertów

Stymulacja odwiertu to czynności prowadzące do zwiększenia przepływu ropy naftowej lub gazu ziemnego ze złoża do odwiertu.
Po wykonaniu odwiertu może się okazać, że ropa lub gaz napływają z wydajnością mniejszą niż możliwości odbioru instalacji na powierzchni. Może to być spowodowane strukturą warstwy w której znajduje się kopalina (jej małą przesączalnością) lub uszkodzeniem warstwy na skutek prac wiertniczych. W pewnych warunkach geologicznych można poprawić przesiąkalność skały w sąsiedztwie odwiertu.
W tym celu do odwiertu wtłacza się pod wysokim ciśnieniem specjalne ciecze, żele lub emulsje, które przez otwory w okładzinie odwiertu działają na skałę, powodując jej rozsadzanie. Szczeliny powstałe na skutek rozsadzania są następnie wypełniane piaskiem lub specjalnym granulatem.
W innych wypadkach do odwiertu wtłacza się ciecze działające chemicznie na skałę (np. kwas mrówkowy), które tworzą podobne kanaliki w skale.